# بيوي+ (قناة)
بيوي+ (بالفرنسية: +Piwi)‏ هي قناة تلفزيونية فرنسية موجّهة للأطفال الذين تتراوح أعمارهم ما بين 3 و6 سنوات، تملكها مجموعة كنال + (Canal+).

## بعض البرامج المعروضة على القناة
- ستروبيري شورت كيك
- همتارو
- هايدي
- نحن الخمسة

## روابط خارجية
- الموقع الرسمي